# Galium hirtiflorum
Galium hirtiflorum är en måreväxtart som beskrevs av Esprit Requien och Dc.. Galium hirtiflorum ingår i släktet måror, och familjen måreväxter. Inga underarter finns listade i Catalogue of Life.